# Варваровка (Новомосковский район)
Варваровка (укр. Варварівка) — село,
Новостепановский сельский совет,
Новомосковский район,
Днепропетровская область,
Украина.
Код КОАТУУ — 1223284502. Население по переписи 2001 года составляло 188 человек .

## Географическое положение
Село Варваровка находится в 3-х км от левого берега реки Богатенькая,
на расстоянии в 0,5 км от села Гнатовка.
По селу протекает пересыхающий ручей с запрудой.